# Élections étatiques de 2021 en Basse-Californie
Les élections étatiques de 2023 en Basse-Californie se tiennent le 6 juin 2021, afin d'élire le gouverneur de l'État de Basse-Californie pour un mandat de six ans, et les 25 membres du congrès étatique pour un mandat de trois ans.

État de Basse-Californie.

## Gouverneur

### Mode de scrutin
Le gouverneur est élu au scrutin uninominal majoritaire à un tour.

### Résultats
|                        | Ensemble, nous faisons l'histoire - Mouvement de régénération nationale (MORENA) - Parti du travail (PT) - Parti vert écologiste du Mexique (PVEM)     | Marina del Pilar Ávila Olmeda (MORENA) | 542 035   | 49,73 |  |  |
|                        | Parti du combat solidaire (PES) | Jorge Hank Rhon                        | 346 547   | 31,80 |  |  |
|                        | C'est pour la Basse-Californie - Parti révolutionnaire institutionnel (PRI) - Parti action nationale (PAN) - Parti de la révolution démocratique (PRD) | María Guadalupe Jones Garay (Ind.)     | 129 817   | 11,91 |  |  |
|                        | Mouvement citoyen (MC) | Alcibíades García Lizardi              | 24 547    | 2,25  |  |  |
|                        | Parti de Basse-Californie (PBC) | Carlos Atilano Peña                    | 21 044    | 1,93  |  |  |
|                        | Force pour le Mexique (FxM) | Jorge Ojeda García                     | 14 783    | 1,36  |  |  |
|                        | Réseaux sociaux progressistes (RSP) | Victoria Bentley Duarte                | 11 079    | 1,02  |  |  |
|                        | |                                        |           |       |  |  |
| Suffrages exprimés     | Suffrages exprimés | Suffrages exprimés                     | 1 089 852 | 97,51 |  |  |
| Votes nuls             | Votes nuls | Votes nuls                             | 27 862    | 2,49  |  |  |
| Total                  | Total | Total                                  | 1 117 714 | 100   |  |  |
| Abstention             | Abstention | Abstention                             | 1 801 463 | 61,71 |  |  |
| Inscrits/Participation | Inscrits/Participation | Inscrits/Participation                 | 2 919 177 | 38,29 |  |  |

## Congrès étatique

### Mode de scrutin
Le Congrès d'État de Coahuila est constitué de 25 députés, élus selon un système mixte. 17 députés sont élus au scrutin uninominal majoritaire à un tour dans autant de circonscriptions, tandis que les 8 députés restants sont élus au scrutin proportionnel plurinominal. Les électeurs n'ont cependant qu'un seul vote.

### Résultats
|                                         |                                            |                                              |           |       |       |               |               |    |               |               |  |  |  |  |
| Parti                                   | Parti                                      | Parti                                        | Voix      | %     | +/-   | C             | +/−           | L  | Total         | +/-           |  |  |  |  |
|                                         |                                            | Mouvement de régénération nationale (MORENA) | 483 334   | 45,38 | 3,70  | 13            | 1             | 0  | 13            | en stagnation |  |  |  |  |
|                                         | Parti vert écologiste du Mexique (PVEM)    | 26 285                                       | 2,47      | 0,22  | 1     | 1             | 0             | 1  | 1             |               |  |  |  |  |
|                                         | Parti du travail (PT)                      | 24 620                                       | 2,31      | 0,69  | 3     | 1             | 0             | 3  | 1             |               |  |  |  |  |
|                                         | Votes pour la coalition                    | 3 601                                        | 0,34      |       |       |               |               |    |               |               |  |  |  |  |
| Total Ensemble, nous faisons l'histoire | Total Ensemble, nous faisons l'histoire    | 537 840                                      | 50,49     | 1,24  | 17    | en stagnation | 0             | 17 | 3             |               |  |  |  |  |
|                                         |                                            | Parti action nationale (PAN)                 | 153 008   | 14,36 | 7,45  | 0             | en stagnation | 3  | 3             | 1             |  |  |  |  |
|                                         | Parti révolutionnaire institutionnel (PRI) | 57 884                                       | 5,43      | 0,21  | 0     | en stagnation | 1             | 1  | en stagnation |               |  |  |  |  |
|                                         | Parti de la révolution démocratique (PRD)  | 13 903                                       | 1,30      | 7,01  | 0     | en stagnation | 0             | 0  | 1             |               |  |  |  |  |
|                                         | Votes pour la coalition                    | 5 718                                        | 0,54      |       |       |               |               |    |               |               |  |  |  |  |
| Total C'est pour la Basse-Californie    | Total C'est pour la Basse-Californie       | 230 513                                      | 21,64     | 14,12 | 0     | en stagnation | 4             | 4  | en stagnation |               |  |  |  |  |
|                                         | Parti du combat solidaire (PES)            | Parti du combat solidaire (PES)              | 167 163   | 15,69 | 13,37 | 0             | 1             | 3  | 3             | en stagnation |  |  |  |  |
|                                         | Mouvement citoyen (MC)                     | Mouvement citoyen (MC)                       | 49 196    | 4,62  | 2,29  | 0             | en stagnation | 1  | 1             | en stagnation |  |  |  |  |
|                                         | Parti de Basse-Californie (PBC)            | Parti de Basse-Californie (PBC)              | 28 815    | 2,70  | 1,91  | 0             | en stagnation | 0  | 0             | en stagnation |  |  |  |  |
|                                         | Force pour le Mexique (FxM)                | Force pour le Mexique (FxM)                  | 28 074    | 2,64  | Nv.   | 0             | en stagnation | 0  | 0             | en stagnation |  |  |  |  |
|                                         | Réseaux sociaux progressistes (RSP)        | Réseaux sociaux progressistes (RSP)          | 17 556    | 1,65  | Nv.   | 0             | en stagnation | 0  | 0             | en stagnation |  |  |  |  |
|                                         |                                            |                                              |           |       |       |               |               |    |               |               |  |  |  |  |
| Suffrages exprimés                      | Suffrages exprimés                         | Suffrages exprimés                           | 1 065 142 | 95,86 |       |               |               |    |               |               |  |  |  |  |
| Votes nuls                              | Votes nuls                                 | Votes nuls                                   | 46 023    | 4,14  |       |               |               |    |               |               |  |  |  |  |
| Total                                   | Total                                      | Total                                        | 1 111 165 | 100   | -     | 17            | en stagnation | 8  | 25            | en stagnation |  |  |  |  |
| Abstention                              | Abstention                                 | Abstention                                   | 1 808 012 | 61,94 |       |               |               |    |               |               |  |  |  |  |
| Inscrits/Participation                  | Inscrits/Participation                     | Inscrits/Participation                       | 2 919 177 | 38,06 |       |               |               |    |               |               |  |  |  |  |